# Định mệnh (phim 2009)
Định mệnh (tiếng Anh: Inglourious Basterds) là bộ phim chiến tranh Mỹ sản xuất năm 2009 được viết kịch bản và đạo diễn bởi Quentin Tarantino, cùng với sự góp mặt của các diễn viên như Brad Pitt, Mélanie Laurent, Christoph Waltz, Eli Roth, Michael Fassbender, Diane Kruger và Til Schweiger. Bộ phim là một câu chuyện giả tưởng nói về hai kế hoạch ám sát ban lãnh đạo của Đức Quốc xã, một kế hoạch do nữ chủ nhân rạp phim người Pháp gốc Do Thái Shosanna và một kế hoạch khác do Trung úy Aldo Raine tổ chức cùng với một đội gồm các binh lính Đồng Minh gốc Do Thái.
Tarantino đã phát triển kịch bản cho phim Inglourious Basterds từ hồi năm 1998. Lúc ấy, Tarantino vẫn còn khuất mắc với đoạn kết nên ông vẫn chưa tổ chức làm phim ngay, khi ấy ông chuyển sang đạo diễn cho hai phần phim Kill Bill. Sau khi đạo diễn xong phim Death Proof, Tarantino quay trở lại để tiếp tục viết Inglourious Basterds. Cuối cùng bộ phim cũng được đưa vào sản xuất năm 2008 và được quay tại Đức và Pháp với kinh phí 70 triệu đôla Mỹ. Inglourious Basterds được công chiếu tại Liên hoan phim Cannes lần thứ 62, cạnh tranh cho giải Cành cọ vàng. Phim được hãng Universal Studios và The Weinstein Company phát hành rộng rãi tại các rạp phim tại Mỹ và châu Âu trong năm 2009.
Bộ phim rất thành công khi đạt doanh thu toàn cầu là hơn 321 triệu đôla Mỹ, biến nó trở thành phim đạt doanh thu cao nhất của Tarantino tại thời điểm đó. Nó nhận được nhiều giải thưởng và đề cử, trong đó có 8 đề cử tại lễ trao giải Oscar lần thứ 82, trong đó có đề cử cho phim xuất sắc nhất. Nhờ vai diễn Đại tá Hans Landa, Christoph Waltz giành được giải diễn viên nam xuất sắc nhất tại Liên hoan phim Cannes và diễn viên phụ xuất sắc nhất tại các giải BAFTA, Giải SAG, Quả cầu vàng và Giải Oscar.

## Nội dung
Vào năm 1940, Đại tá SD Hans Landa (Christoph Waltz) đến một nông trại tại nước Pháp để chất vấn Perrier LaPadite (Denis Menochet) về tin đồn ông đang che giấu gia đình Do Thái Dreyfus. Bằng tiếng Anh, sau đó là tiếng Pháp, Landa đã ép Perrier khai ra chỗ giấu là ở dưới sàn nhà của anh. Sau đó, Landa hạ lệnh cho đám lính SS vào nhà rồi bắn xuống sàn nhà, giết chết cả gia đình Dreyfus, chỉ trừ cô con gái Shosanna (Mélanie Laurent) là chạy thoát được vì Landa cố tình để cô ta trốn.
Vào mùa xuân năm 1944, Trung úy Aldo Raine (Brad Pitt) nhận nhiệm vụ tuyển dụng một đội gồm 8 người lính Mỹ gốc Do Thái để thực hiện nhiệm vụ đằng sau chiến tuyến địch và họ cũng là nỗi lo sợ cho đám lính Đức. Anh bảo những người lính rằng họ nợ anh 100 mảnh da đầu của bọn Quốc xã. Nguyên tắc hoạt động của họ là không bắt con tin, do đó cả nhóm được xem như là ‘’Lũ con hoang’’.Bình nhì Butz (Sönke Möhring), người sống sót duy nhất sau cuộc tập kích của ‘’Lũ con hoang’’, đã được Adolf Hitler (Martin Wuttke) thẩm vấn riêng. Câu chuyện của Butz được tái hiện trong cảnh hồi tưởng lại, khi đơn vị của anh bị phục kích và viên Trung sĩ Rachtmann của anh bị Thượng sĩ Donny Donowitz (Eli Roth) với biệt danh ‘’Người Do Thái Gấu’’ đánh chết bằng gậy bóng chày. Butz lấy mũ ra để cho Hitler thấy dấu chữ vạn mà Raine dùng dao khắc lên trán của anh.
Tháng 6, năm 1944, Shosanna Dreyfus, bây giờ với danh tính mới là ‘’Emmanuelle Mimieux’’ kiêm chủ nhân một rạp phim tại Paris. Cô gặp được Fredrick Zoller (Daniel Brühl), một tay bắn tỉa của quân Đức và là nhân vật chính được khắc họa trong một bộ phim tuyên truyền của Đức Quốc xã có tựa đề "Niềm tự hào Dân tộc". Zoller rất thích Shosanna nên anh đã thuyết phục Joseph Goebbels (Sylvester Groth) nên tổ chức công chiếu bộ phim tại rạp của Shosanna. Trong buổi gặp tiếp theo do Thiếu tá Gestapo Dieter Hellstrom sắp xếp, Shosanna đã gặp Zoller, Goebbels và sau đó là Landa. Nhận thấy đây là cơ hội để báo thù vì sẽ có rất nhiều sĩ quan cao cấp Đức Quốc xã tham dự, Shosanna lên kế hoạch thiêu cháy toàn bộ sĩ quan Đức trong buổi công chiếu bằng cách bắt lửa một lượng lớn phim Nitrat.
Người Anh biết được thông tin về lễ công chiếu và họ đã triệu tập Trung úy Archie Hicox (Michael Fassbender) và lên kế hoạch mang mật danh Rạp Chiếu Phim, thâm nhập vào buổi diễn nhờ sự trợ giúp của Lũ con hoang và diễn viên Đức kiêm điệp viên hai mang, Bridget von Hammersmark (Diane Kruger). Hicox và hai thành viên gốc Đức của Lũ con hoang, Trung sĩ Hugo Stiglitz và Wilhelm Wicki, đến gặp von Hammersmark tại một quán rượu, tại đó họ chạm trán với Thiếu tá Dieter Hellstrom (August Diehl) của Gestapo. Nhưng Thiếu tá Hellstrom nhanh chóng nhận ra Hicox và cách anh giơ ba ngón tay để gọi rượu rất kỳ quặc của mình. Một trận nổ súng kịch liệt diễn ra và chỉ một mình von Hammersmark sống sót. Raine tra hỏi von Hammersmark và được biết Hitler sẽ tham dự buổi diễn, lên kế hoạch anh, Donny, Omar (Omar Doom) sẽ làm bầu đoàn của Hammersmark tại buổi lễ. Landa sau đó cũng đến hiện trường vụ nổ súng. Tại đây, ông phát hiện ra chiếc giày cùng miếng khăn có dấu môi và chữ ký của Hammersmark.
Tại buổi lễ, Hammersmark, Raine, Donny và Omar cải trang, nhưng họ không ngờ rằng Landa cũng có thể nói tiếng Ý. Sau đó Landa tra hỏi riêng Hammersmark, buộc cô phải thử chiếc giày, sau khi xác nhận cô là kẻ phản bội và làm việc với Lũ con hoang, ông bất ngờ lao đến bóp cổ Hammersmark đến chết. Sau đó ông ra lệnh bắt giữ Raine và Utivich (B. J. Novak). Thông qua vô tuyến điện đàm, Landa thỏa thuận với sĩ quan chỉ huy của Raine để được trao trợ cấp của sĩ quan trọn đời và bằng công dân Hoa Kỳ. Đổi lại, ông sẽ để Donny và Omar thực hiện kế hoạch. Trong lúc diễn ra buổi chiếu, Zoller đi đến phòng chiếu phim để gặp Shosanna, điều đó đã làm cho Shosanna vừa bực mình vừa lo lắng vì kế hoạch của mình có thể bị bại lộ. Cô đã bắn vào sau lưng Zoller, nhưng anh vẫn cố gắng xoay xở để bắn chết cô trước khi lịm đi vì vết thương. Bộ phim bị gián đoạn sau câu nói của Zoller, khi hình ảnh của Shosanna chen vào và thông báo rằng người Do Thái sẽ báo thù. Cùng lúc đó, Marcel (Jacky Ido), người đã chặn và đóng tất cả các lối thoát hiểm của rạp phim, kích lửa cho đống phim nitrat bốc cháy. Omar và Donowitz thành công trong việc giết chết Hitler và Goebbels, rồi dùng súng tiểu liên MP-40 bắn những người còn lại trong khán phòng cho đến khi quả bom phát nổ và giết hết tất cả.
Landa cùng cộng sự, Hermann, lái xe đưa Raine và Utivich đến phòng tuyến Đồng Minh và hai người đầu hàng Raine. Landa trao vũ khí và để Utivich còng tay ông lại. Raine bắn chết viên cộng sự của Landa làm ông ta hết sức ngỡ ngàng. Sau đó, trong khi Utivich lột da đầu Hermann, Raine dùng dao khắc dấu chữ vạn vào trán của Landa rồi nói rằng: ‘’Đây hẳn là kiệt tác của tôi’’.

## Diễn viên tham gia

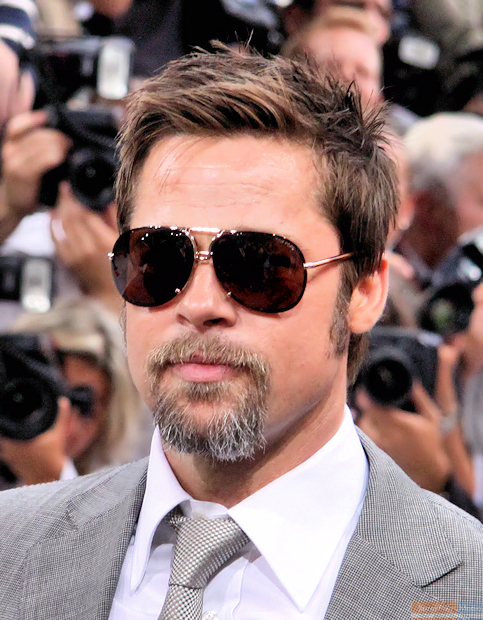
Diễn viên Brad Pitt tại lễ công chiếu phim Inglourious Basterds ở Berlin.

- Brad Pitt trong vai Trung úy Aldo Raine – là chỉ huy không phải gốc Do Thái của nhóm ‘Lũ con hoang’ với đội hình toàn lính gốc Do Thái, anh đến từ miền Nam trong dãy núi ở Tennessee. Anh được đám lính Đức biết đến với biệt hiệu Aldo người Apache, bởi vì anh dùng phương pháp của người bản địa châu Mỹ Apache. Anh có vẻ ngoài rất đáng gờm với nhiều vết sẹo quanh cổ và không biết là do đâu mà có.
- Mélanie Laurent trong vai Shosanna Dreyfus – một cô gái trẻ người Pháp gốc Do Thái, cả gia đình đã bị Landa giết chết. Cô rất căm thù bọn Đức Quốc xã, cô là người lên kế hoạch thiêu sống toàn bộ sĩ quan chỉ huy trong đêm chiếu phim tuyên truyền.
- Christoph Waltz trong vai SS-Standartenführer (Đại tá-SS) Hans Landa – một nhân vật hiểm ác, khôn ngoan, kín đáo và nhẹ nhàng. Công việc của ông cho Đức Quốc xã đã làm cho ông mang biệt danh là ‘’Thợ săn người Do Thái’’, ông tin rằng công việc của mình đơn thuần là ‘điều tra’ và truy lùng những tên Do Thái đang trốn chạy. Ông sẵn sàng bán đứng quê hương của mình nếu nó có lợi cho ông. Ông có thể nói rành tiếng Đức, tiếng Anh, tiếng Pháp và tiếng Ý.
- Eli Roth trong vai Thượng sĩ Donny Donowitz – thành viên của ‘Lũ thú vật’, được biết đến với biệt hiệu ‘’Người Do Thái Gấu’’ với gậy đánh bóng chày dùng để đập đầu lính Đức, do đó lính Đức rất sợ anh và một số tin rằng anh là ‘quỷ bùn’.
- Michael Fassbender trong vai Trung úy Archie Hicox – sĩ quan người Anh, làm đặc vụ chìm trong hàm Đại úy Đức để tổng hợp tin tức quan trọng từ von Hammersmark. Anh được chọn vì sự hiểu biết của mình về điện ảnh Đức.
- Diane Kruger trong vai Bridget von Hammersmark – nữ diễn viên nổi tiếng của điện ảnh Đức Quốc xã, cô là người đưa tin cho tình báo Đồng Minh.
- Daniel Brühl trong vai Binh nhất Fredrick Zoller – người nổi tiếng nhờ giết được hơn 300 lính Đồng Minh trong ba ngày với khẩu súng trường K98, điều đó đã khiến anh thành Anh hùng chiến tranh của Đức. Anh là người có tình cảm với Shosanna và anh cũng chính là người khuyên Goebbels dời địa điểm tổ chức sang rạp của cô.
- Til Schweiger trong vai Trung sĩ Hugo Stiglitz – thành viên của ‘Basterds’, người nổi tiếng nhờ ám sát các sĩ quan cao cấp của Đức Quốc xã. Anh là người rất trầm tĩnh và lạnh lùng.
- Gedeon Burkhard trong vai Hạ sĩ Wilhelm Wicki – thành viên của ‘Basterds’, anh là người tham gia cùng Stiglitz và Hicox đến gặp von Hammersmark.
- B. J. Novak trong vai Binh nhì Smithson Utivich – với biệt danh ‘‘Người lùn’’, biệt danh mà ngay chính anh cũng không biết cho đến khi Landa tiết lộ.
- Omar Doom trong vai Binh nhì Omar Ulmer – một trong những thành viên ‘Basterds’ đột nhập vào rạp phim của Shosanna với mật hiệu là trợ lý camera người Ý.
- August Diehl trong vai Thiếu tá Dieter Hellstrom – một viên sĩ quan Gestapo thông minh, anh là người phát hiện ra thái độ và giọng nói Đức lạ lùng của Hicox.
- Martin Wuttke trong vai Adolf Hitler - Quốc trưởng của Đức Quốc xã.
- Sylvester Groth trong vai Joseph Goebbels - Bộ trưởng Bộ tuyên truyền Đức Quốc xã.

Tarantino dự tính sẽ gọi Leonardo DiCaprio vào vai Hans Landa, nhưng sau đó ông lại chọn một diễn viên Đức già hơn để vào vai. Do đó vai diễn được giao ngay cho diễn viên người Áo Christoph Waltz, theo Tarantino, Waltz là người ‘’làm nên bộ phim này’’ vì vai này rất khó diễn đạt. Pitt và Tarantino đã muốn làm việc cùng nhau lâu rồi, nhưng buộc phải chờ cho đúng bộ phim phù hợp. Khi Tarantino đang viết nửa chừng kịch bản, ông nhận thấy Pitt là người rất phù hợp cho vai diễn Aldo Raine. Khi vừa hoàn thành xong kịch bản, Tarantino nghĩ rằng Pitt rất bận rộn nên đã gọi cho quản lý của anh có quan tâm đến vai diễn không.

## Phát hành
Khi bản phác thảo cuối cùng hoàn thành, nó đã bị rò rỉ trên Internet và một số trang fan hâm mộ của Tarantino. Đoạn phim quảng cáo đầu tiên được ra mắt trên kênh Entertainment Tonight vào ngày 10 tháng 2 năm 2009, và được chiếu trên các rạp tại Mỹ sau phim Thứ sáu ngày 13. Đoạn phim quảng cáo trích dẫn phần trò chuyện giữa Trung úy Aldo Raine với thành viên của ‘Lũ thú vật’, nói với họ rằng kế hoạch là đánh và giết, tra tấn và lấy da đầu của lũ lính Đức mà không cần suy nghĩ và nhiều cảnh quay khác trong phim.
Phim được phát hành vào ngày 19 tháng 8 năm 2009 tại Anh và Pháp, hai ngày trước khi phát hành tại Hoa Kỳ vào ngày 21 tháng 8 năm 2009. Phim được công chiếu tại Đức vào ngày 20 tháng 8 năm 2009. Và bắt đầu chiếu tại các rạp ở châu Âu vào ngày 15 tháng 8.

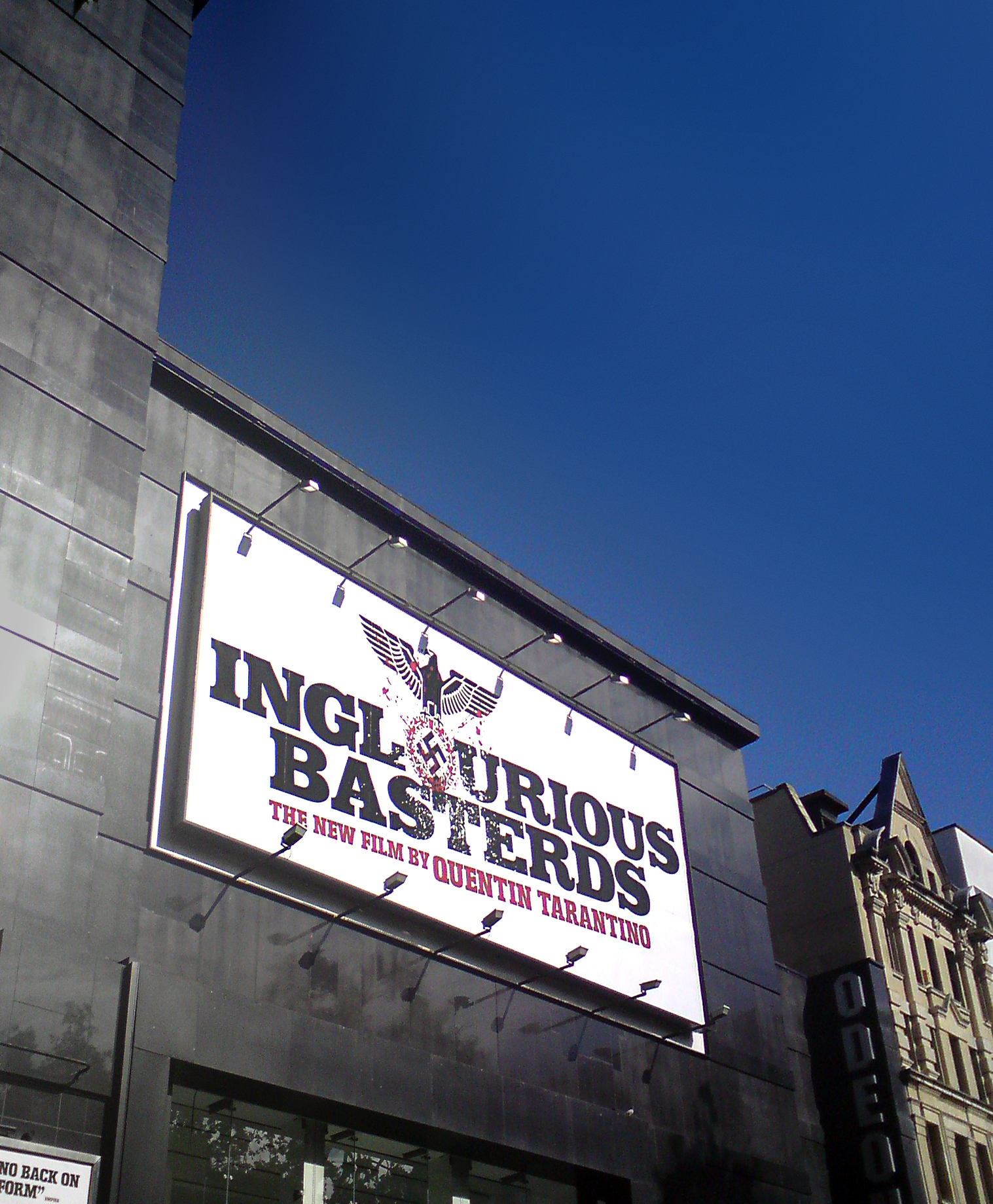
Ngày công chiếu phim Inglourious Basterds.

## Phản ứng

### Công chiếu
Sau khi công chiếu, phim đạt được $14.3 triệu trong ngày mở cửa thứ Sáu tại thị trường Bắc Mỹ, và đạt được $38 triệu trong tuần đầu tiên, điều này giúp cho Tarantino doanh số cá nhân thành công và đầy lợi nhuận vượt qua cả phim District 9. Bộ phim rớt xuống hạng hai sau phim The Final Destination, và chỉ đạt được $20 triệu, với tổng doanh thu thuần trong 10 ngày đầu là $73.8 triệu. Inglourious Basterds mở rộng ra thị trường quốc tế với 22 nước đạt được doanh số $27.49 triệu. Nơi đầu tiên là Pháp, đạt $6.09 triệu, tại Anh đạt $5.92 triệu, Đức đạt được $4.20 triệu và Úc là $2.56 triệu. Phim đạt được $120.8 triệu tại Hoa Kỳ và Canada và $199.5 triệu tại các thị trường khác, giúp cho doanh thu toàn cầu là $320.3 triệu. Inglourious Basterds là bộ phim đạt doanh thu cao nhất của Tarantino, ở Mỹ cũng như toàn thế giới.

### Phát hành đĩa
Phim được hãng Universal Studios Home Entertainment phát hành ra đĩa DVD và phiên bản 2 đĩa DVD và định dạng đĩa Blu-ray vào ngày 15 tháng 12 năm 2009 tại Hoa Kỳ và Úc. Phim được phát hành ra đĩa DVD và Blu-ray tại Anh vào ngày 7 tháng 12 năm 2009. Trong tuần đầu tiên phát hành, phim Inglourious Basterds nằm thứ 2, chỉ sau The Hangover, bán được 1,581,220 đĩa DVD tương đương $28,467,652 tại Hoa Kỳ.

## Nhạc phim
Nhạc phim được phát hành vào ngày 18 tháng 8 năm 2009. Nhạc phim bao gồm nhiều bài nhạc từ các thể loại, bao gồm cả spaghetti western, R&B và bài "Cat People (Putting Out Fire)" của David Bowie. Nhạc phim đầu tiên mà Quentin Tarantino không cho chèn đoạn hội thoại vào giữa. Bài "The Man with the Big Sombrero" được ghi âm riêng dành cho phim.

## Các bản nhạc trong phim
1. "The Green Leaves of Summer" - Nick Perito & ban nhạc của anh ta
2. "The Verdict (La Condanna)" - Ennio Morricone ("Dopo la condanna")
3. "White Lightning (tên chính thức)" - Charles Bernstein (Nguyên bản trong White Lightning)
4. "Slaughter" - Billy Preston (Nguyên bản trong Slaughter)
5. "The Surrender (La resa)" - Ennio Morricone
6. "One Silver Dollar (Un Dollaro Bucato)" - Gianni Ferrio
7. "Davon geht die Welt nicht unter" - Zarah Leander
8. "The Man with the Big Sombrero" - Samantha Shelton & Michael Andrew
9. "Ich wollt, ich wär ein Huhn" - Lilian Harvey & Willy Fritsch
10. "Main Theme from Dark of the Sun" - Jacques Loussier
11. "Cat People (Putting Out Fire)" - David Bowie (Nguyên bản trong Cat People)
12. "Tiger Tank" - Lalo Schifrin (Nguyên bản trong Kelly's Heroes)
13. "Un Amico" - Ennio Morricone
14. "Rabbia e Tarantella" - Ennio Morricone

## Các bản không có trong nhạc phim
1. "L'incontro Con La Figlia" - Ennio Morricone
2. "Il Mercenario (ripresa)" - Ennio Morricone
3. "Algiers ngày 1 tháng 11 năm 1954" - Ennio Morricone & Gillo Pontecorvo
4. "Hound Chase (giới thiệu)" - Charles Bernstein
5. "The Saloon (trong Al Di Là Della Legge)" - Riz Ortolani
6. "Bath Attack" - Charles Bernstein
7. "Claire's First Appearance" - Jacques Loussier
8. "The Fight" - Jacques Loussier
9. "Mystic and Severe" - Ennio Morricone
10. "The Devil's Rumble" - Davie Allan & The Arrows
11. "What'd I Say " - Rare Earth
12. "Zulus" - Elmer Bernstein
13. "Eastern Condors" - Ting Yat Chung
14. "3 Thoughts" - Einstürzende Neubauten (phần đầu đoạn quảng cáo)
15. "Comin' Home" - Murder by Death (đoạn quảng cáo)